# اسم ناشمارا
در زبان‌شناسی اسم ناشمارا (mass noun یا uncountable noun) اسمی دال بر پدیدهٔ غیرقابل‌شمارشی است که معمولاً جمع بسته نمی‌شود.
ویژگی اسم‌های ناشمارا در بسیاری زبان‌ها این است که نمی‌توان پیش از آن‌ها از اعداد استفاده کرد، برای نمونه «یک آب»، «دو شیر»، و «سه پول» ترکیبات درستی نیستند و بنابراین آب، شیر، و پول اسم‌های ناشمارا به‌حساب می‌آیند.
برخی اسم‌ها که معناهای مشتقی از آن‌ها به‌وجود آمده می‌توانند هم شمارا و هم ناشمارا باشند برای نمونه در مورد کاغذ، و کولا ممکن است بتوان گفت «یک کاغذ»، و «دو کولا».